# شيرين بوكلي
شيرين بوكلي (مواليد 24 يناير 1999) هي لاعبة جودو فرنسية، فازت بالميدالية الذهبية في بطولة أوروبا في 2020 و2022، وفازت بالميدالية الفضية تحت وزن الـ 48 كجم في بطولة العالم للجودو عام 2023 والمقامة في قطر.